# Dun-les-Places
Dun-les-Places är en kommun i departementet Nièvre i regionen Bourgogne-Franche-Comté i de centrala delarna av Frankrike. Kommunen ligger i kantonen Lormes som tillhör arrondissementet Clamecy. År 2022 hade Dun-les-Places 362 invånare.

## Befolkningsutveckling
Antalet invånare i kommunen Dun-les-Places
| Referens: INSEE |